# Hideomi Yamamoto
Hideaki Yamamoto (em japonês: 山本 英臣, Yamamoto Hideomi — Ichikawa, 26 de junho de 1980) é um futebolista japonês que atua como zagueiro. Atualmente defende o Ventforet Kofu.

## Carreira
Yamamoto se profissionalizou em 1999, no JEF United Ichihara, porém só disputaria seu primeiro jogo oficial em março de 2001, contra o Nagoya Grampus. Até 2002, foram partidas disputadas com a camisa do JEF, não tendo marcado nenhum gol.
Em 2003, assinou com o Ventforet Kofu, que disputava a J2 League (segunda divisão japonesa), tendo atuado 34 vezes e marcado 3 gols, além de ter entrado em campo 2 vezes pela Copa do Imperador. Duas temporadas depois, ajudou o clube a conquistar o acesso inédito para a primeira divisão de 2006. O ponto alto da carreira de Yamamoto foi em 2022, quando o Ventforet sagrou-se campeão da Copa do Imperador pela primeira vez (embora estivesse na parte de baixo da classificação da J2), derrotando o Sanfrecce Hiroshima nos pênaltis por 5 a 4.

## Títulos
Ventforet Kofu
- .Copa do Imperador: 2022[2]